# Aristosyrphus
Aristosyrphus  (лат.) — род двукрылых из семейства мух-журчалок (Syrphidae) подсемейства Microdontinae. Обитают в  Неотропике (Центральная и Южная Америка). 

## Описание
Длина тела имаго 6—18 мм. Усики короткие. Глаза без волосков. Радиальная жилка R4+5 на конце без отростка. Голова немного шире груди. Брюшко овальное. Постпронотум морщинистый
.

## Список видов
- Aristosyrphus barrettoi Thompson, 2008 — Бразилия (Goias)
- Aristosyrphus bellus Marinoni, 2008 — Бразилия (Amazonas)
- Aristosyrphus boraceiensis Papavero, 1962
- Aristosyrphus brunneus Thompson, 2008 — Коста-Рика, Бразилия (São Paulo)
- Aristosyrphus carpenteri Hull, 1945
- Aristosyrphus elegans Thompson, 2008 — Бразилия (Roraima)
- Aristosyrphus elongatus Hull, 1943
- Aristosyrphus fortuitus Ramirez, 2008 — Мексика (Jalisco)
- Aristosyrphus macropterus Curran, 1941
- Aristosyrphus melanopterus Barretto & Lane, 1947
- Aristosyrphus minutus Thompson, 2004
- Aristosyrphus obscurus Thompson, 2008 — Бразилия (Santa Catarina)
- Aristosyrphus primus Curran, 1941
- Aristosyrphus samperi Thompson, 2008 — Колумбия, Перу & Коста-Рика